# Riddar Blåskägg

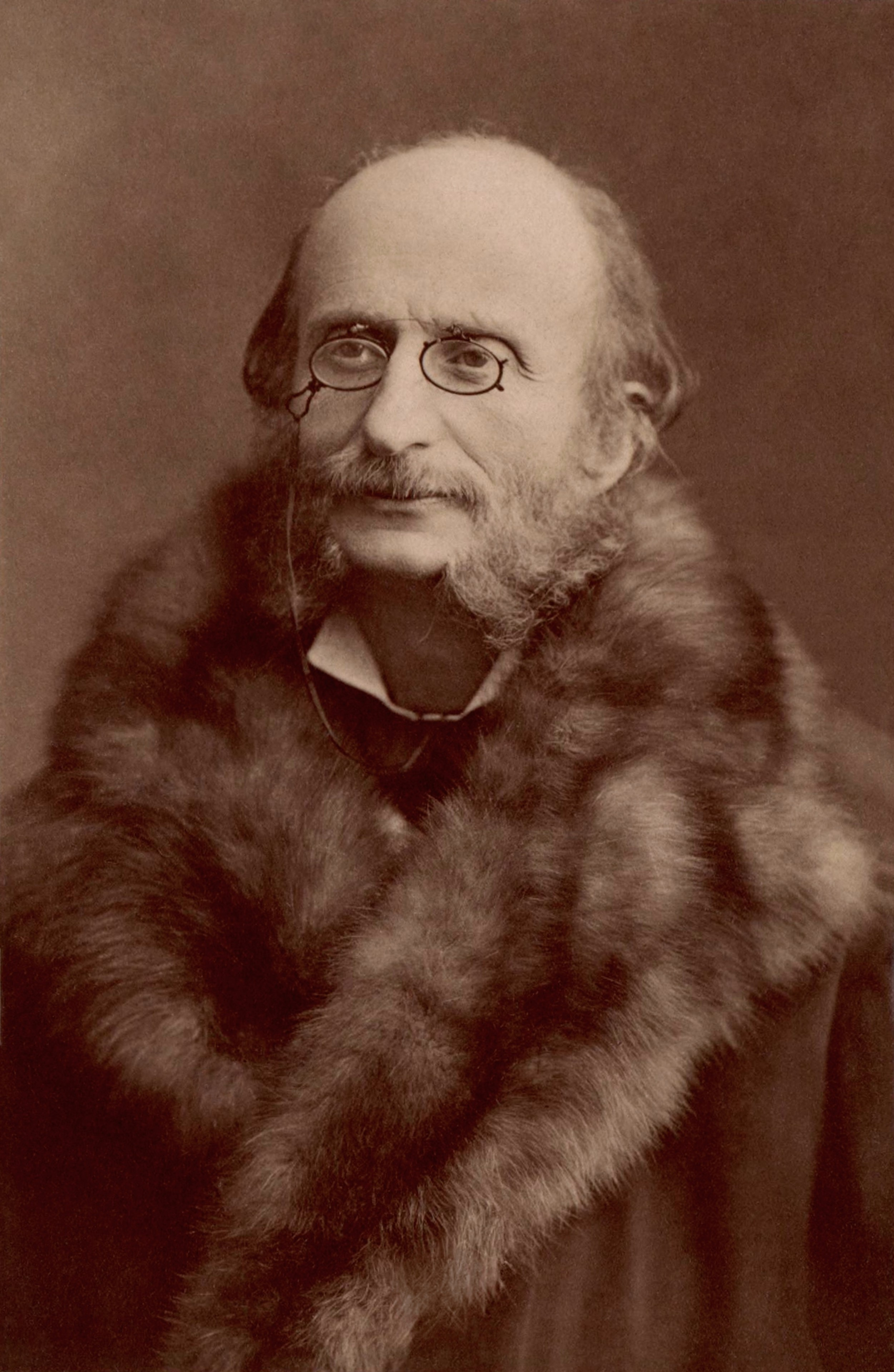
Jacques Offenbach

Riddar Blåskägg (franska: Barbe-Bleue) är en operett (opéra bouffe) i tre akter (fyra bilder) med musik av Jacques Offenbach. Libretto av Henri Meilhac och Ludovic Halévy, som bygger på folksagan Blåskägg nedtecknad av Charles Perrault.

## Historik
Operetten komponerades när Offenbach var på resande fot 1865 och dirigerade sina verk i Wien, Bryssel och Köln. Andra distraktioner under perioden var bröllopet den 9 augusti i Étretat mellan hans äldsta dotter Berthe och Charles Comte (till vilket tillfälle han komponerade en mässa) och problem med gikt (vilket han uppmuntrade pressen att skriva om).
Urpremiären ägde rum den 5 februari 1866 på Théâtre des Variétés i Paris och föreställningen spelades i fem månader. Efter succén med Sköna Helena var rollerna i den nya operetten snarlika den förra: Dupuis (Paris) ytterligare en förförare i Barbe-Bleue, Kopp (Ménélas) ytterligare en gammal fåfäng, bedragen monark i Bobèche, Grenier (Calchas) ytterligare en medioker rådgivare - Count Oscar och Schneider (Hélène) återigen en kvinna som letar efter sina begär - Boulotte. Samtida kritiker bedömde librettot vara ett Offenbachs bästa.
Efter urpremiären följde i rask takt ytterligare premiärer 1866 i London, Wien och Bryssel och 1867 i Berlin, Budapest, Köpenhamn, Milano och även på Stockholmsoperan med premiär den 23 februari 1867 där den framfördes 14 gånger. Verket gavs i New York på Grand Opera House den 24 december 1870 och i Sydney, Australien 1872. Den hade sin tjeckiska premiär 1874 under Adolf Čech.

## Personer
- Riddar Blåskägg (tenor)
- Kung Bobèche (baryton)

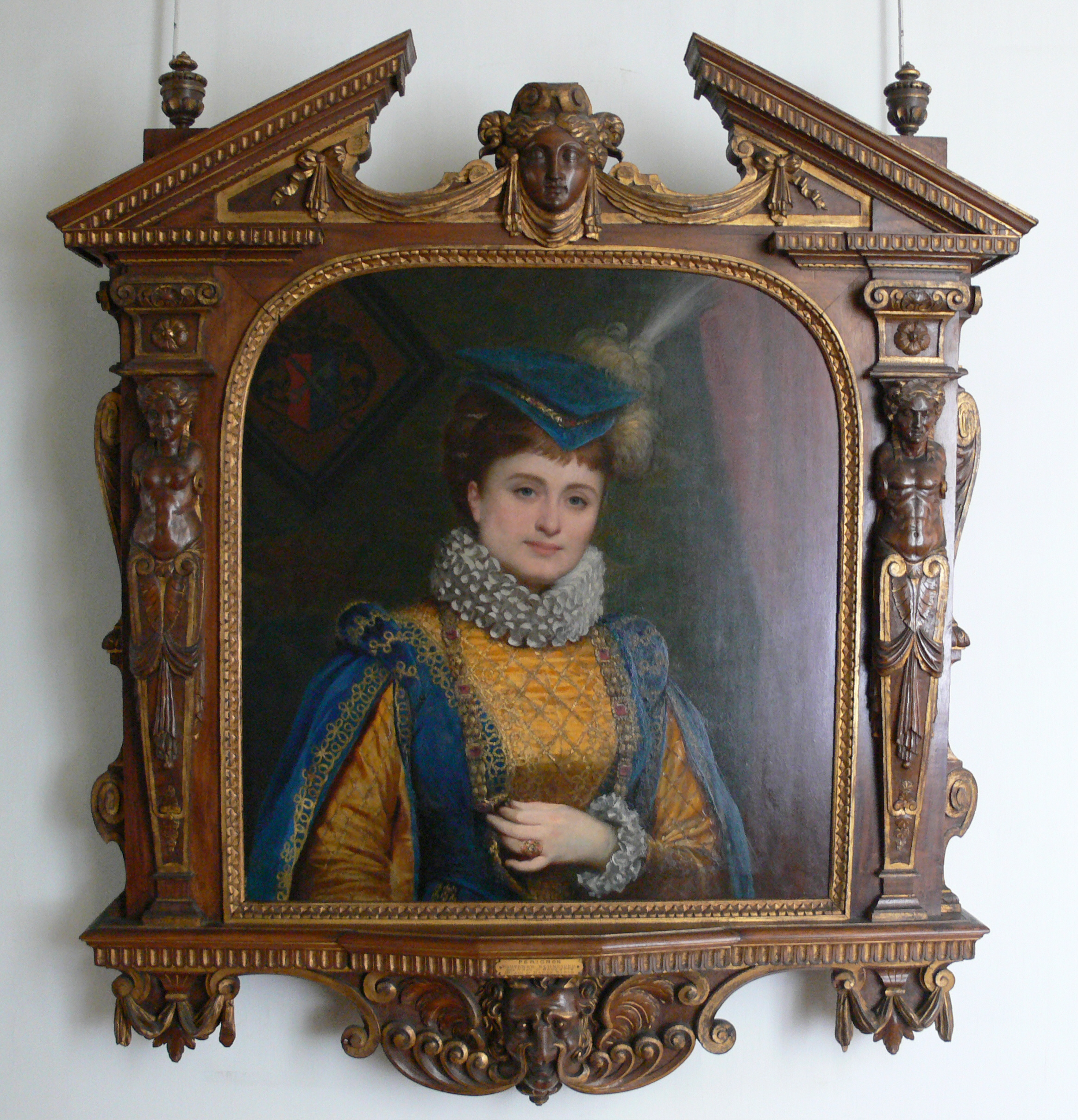
Målning av Hortense Schneider som Boulotte 1866.

- Drottning Clementine, hans gemål (sopran)
- Prinsessan Hermia, kungaparets dotter, i första akten Fleurette (subrett)
- Prins Saphir (tenor)
- Popolani, alkemist i Blåskäggs tjänst (bas)
- Greve Oscar, minister (bas)
- Boulotte, bondkvinna (sopran)
- Greve Alvarez
- Blåskäggs fem tidigare hustrur
- Drottningens fem uppvaktande kavaljerer

Hovfolk, riddare, vakter och bönder

## Handling
Operetten bygger på folksagan om riddar Blåskägg som mördat sina fem hustrur, men här görs den om till en glad historia.  Den sjätte hustrun visar sig vara en orädd bondflicka, som får fason på riddaren och sagan får därmed ett lyckligt slut.